# Falls City (Oregon)
Falls City – miasto w Stanach Zjednoczonych, w stanie Oregon, w hrabstwie Polk.